# 国際貿易協会連盟
国際貿易協会連盟（こくさいぼうえいききょうかいれんめい、Federation of International Trade Associations、略称FITA）は、米ヴァージニア州レストンおよびニューヨーク州ニューヨークを拠点にするとして1984年に創設された。米国、 メキシコ 、カナダの諸団体の任務強化を図ることにより国際貿易を促進している。
FITAのウェブサイトである国際貿易 ／輸出入ポータルは、国際貿易関係者向けの無料情報やリソースが掲載された最大の情報源である。同サイトのリソースは、8000件以上の国際貿易関連サイト（400以上の貿易に関するガイダンスサイトを含む）や、国際貿易業者向けに非常に有用な情報資源、有益なインターネットサイト使用上のコツが掲載された隔週発行のニュースレター、国際貿易や市場関連記事、およびその他豊富な情報にリンクしている。
米国商務サービスおよび英国貿易投資総省（UKTI）はFITAと公民パートナーシップ（PPP） の合意を締結しており、同合意に則り市場調査やその他の報告書をGlobalTrade.net.に掲載している。また、 NASBITE International、欧州国際ビジネス協会、およびその他団体とも類似の合意を締結している。

## 国際貿易関連コンテンツ
FITAは2009年6月、米国商務省（DoC）の貿易振興機関である米国商務サービスと公民パートナーシップを締結した。これにより、米国商務省の市場調査をGlobalTrade.net上に公開することが是認されている。2010年8月には、FITAは英国貿易投資総省（UKTI）と類似の公民パートナーシップに署名した。
ナレッジリソースを提供するGlobalTrade.netは、国際貿易の専門家が記事を掲載することができるサービスで、コンテンツは編集チームによって精査される。コンテンツには国際貿易の専門家による分析、市場調査、ヒント、政府公式報告書、国別情報、専門家の見解、オンラインセミナー、ニュース配信、ビデオチュートリアル、およびプレゼンテーションが含まれる。

## 国際貿易サービスプロバイダーのデータベース
市場調査やその他の専門コンテンツの掲載に併せ、GlobalTrade.net には、輸入 ・ 輸出関係者に有益とされる国際貿易サービスプロバイダーの無料データベースが掲載されている。同サイトの国際貿易サービスプロバイダーには、国際マーケティングコンサルタント、貿易金融会社、銀行、フォワーダー、品質管理会社、弁護士、会計士、通関業者、国際貿易インストラクター、国際業務のための保険会社が含まれる。GlobalTrade.netでは国際貿易サービスプロバイダーが個人プロフィールを作成でき、国際貿易市場とのコンタクトを促進させる。専門家や世界中の貿易サービスプロバイダーから投稿されたコンテンツはすべて厳重に審査される。GlobalTrade.netは2010年11月15日に立ち上げられ、9000件のコンテンツ投稿のほか、4000名の専門家やサービスプロバイダーがリストに掲載されている。
国際貿易事業を行うにあたりプロは情報検索や世界の貿易サービスプロバイダーを検索するために同サイトを使用している。 中国、米国、インド 、英国、およシンガポール が現在人気国として支持されている。サービスプロバイダーのカテゴリーには、法律、貿易支援機関、運輸・物流、税務会計、マーケティング・通信、販売・流通、旅行サービスに分けられている。FITAはさらに、アリババ・グループ（Alibaba.com）、コンパス、Thomasnetという3つの主力企業間電子商取引（B2B）市場とのパートナーシップ合意に署名し、 bridgat.com（2010年11月）で世界1位、13位、18位にそれぞれランクインしている。

## 参照
1. ↑  http://www.globaltrade.net
2. ↑  http://www.bridgat.com

- 貿易
- 輸入
- 輸出